# Comté de Macon (Alabama)
Pour les articles homonymes, voir Comté de Macon.
Le comté de Macon est un comté des États-Unis, situé dans l'État de l'Alabama.

## Démographie
| 1840   | 1850   | 1860   | 1870   | 1880   | 1890   |
| ------ | ------ | ------ | ------ | ------ | ------ |
| 11 247 | 26 898 | 26 802 | 17 727 | 17 371 | 18 439 |

| 1900   | 1910   | 1920   | 1930   | 1940   | 1950   |
| ------ | ------ | ------ | ------ | ------ | ------ |
| 23 126 | 26 049 | 23 561 | 27 103 | 27 654 | 30 561 |

| 1960   | 1970   | 1980   | 1990   | 2000   | 2010   |
| ------ | ------ | ------ | ------ | ------ | ------ |
| 26 717 | 24 841 | 26 829 | 24 928 | 24 105 | 21 452 |